# Giuseppe Terragni
Giuseppe Terragni (Meda, 1904. április 18. – Como, 1943. július 19.) olasz építész, kiemelkedő hatása volt a 20. század modernista mozgalmára. Tanulmányait a milánói Politecnicón végezte. A két világháború között vezető alakja volt a milánói racionalizmusnak. Jelentős épületei közül kiemelkednek a comói Casa del Fascio fasiszta pártszékház (1932-36) és a Sant'Elia óvoda.